# Franz Heim
Franz Heim, né le 13 février 1907 à Francfort-sur-le-Main et mort le 19 février 1944 , est un membre du Parti nazi et de la SS,  au sein de laquelle il a été promu le 1er mai 1943 au grade de SS-Standartenführer. À partir de septembre 1941, il est l'adjoint du commandant de la SIPO et du SD du Gouvernement général de Pologne, le  SS-Oberführer Karl Eberhard Schöngarth ; il est alors basé à Cracovie,.
Heim est connu de l'historiographie de la Shoah comme l'un des deux destinataires, avec Adolf Eichmann, du télégramme envoyé par Hermann Höfle le 11 janvier 1943, lequel télégramme dresse un bilan chiffré de l'extermination des Juifs au cours de l'année 1942,.